# Макар, Иван Арсентьевич
Иван Арсентьевич Макар (укр.  Іван Арсентійович Макар; 16 мая 1931, с. Береги, Самборский повят, Львовское воеводство, Польской Республики (ныне Самборский район, Львовская область, Украина)— 10 апреля 2011, Львов) — украинский учёный-зоотехник, биохимик. Доктор биологических наук (1973), профессор (1982), член-корреспондент Национальной академии аграрных наук Украины (1995). Заслуженный деятель науки и техники Украины (1995).

## Биография
В 1954 году окончил Львовский зооветеринарный институт. Работал младшим научным сотрудником Горнокарпатского опытного поля, в 1956—1957 годах возглавлял его; с 1964 года — заместитель директора по научной работе, с 1970 года — заведующий лабораторией биохимических основ шерстеобразования, с 1999 года — главный научный сотрудник Института биологии животных Украинской академии аграрных наук (УААН) во Львове.

## Научная деятельность
Проводил научные исследования в области биохимических аспектов морфогенеза волоса, механизмов синтеза кератина, генетики и селекции овец, их кормления и содержания, мер по повышению качества продукции овцеводства.
Участвовал в выведении украинской горнокарпатской породы и закарпатской тонкорунной мясо-шёрстных овец.
Разрабатывал теоретические основы шерстеобразования на основе выяснения закономерностей метаболических процессов в шерстеобразующих структурах у различных пород овец в зависимости от производительности, физиологического состояния, условий кормления и содержания.
Автор более 400 научных работ, в том числе 25 методических и практических рекомендаций, имел 7 патентов.
Под его руководством подготовлено и защищено 27 кандидатских и 2 докторские диссертации.
Был членом Всесоюзного и Украинского биохимических обществ, Всесоюзного общества «Знание»,
научного общества им. Т. Шевченко.